# André Bicaba
André Bicaba (Alto Volta, (en la actualidad Burkina Faso), 12 de enero de 1945) es un exatleta burkinés.
Era el primer representante de Burkina Faso, entonces Alto Volta en los Juegos Olímpicos. Compitió en las carreras de 100 metros en los Juegos Olímpicos de Múnich 1972 donde no pudo pasar de la ronda clasificatoria. Fue el abanderado en la ceremonia de apertura y en la ceremonia de clausura de dichos Juegos.